# 1984 en Guinée
1982 en Guinée - 1983 en Guinée - 1984 en Guinée - 1985 en Guinée - 1986 en Guinée
 1982 par pays en Afrique - 1983 par pays en Afrique - 1984 par pays en Afrique - 1985 par pays en Afrique] - 1986 par pays en Afrique -

## Chronologie

### Mars
- 26 mars : Mort du président Ahmed Sékou touré à  Cleveland (Etats Unis).

## Décès
- 26 mars : Mort du président Ahmed Sékou touré a  Cleveland (Etats Unis).